# Proterozoico
In geologia, il Proterozoico (dal greco antico "proteron zoon"= primo vivente) è l'eone caratterizzato dalla prima abbondanza di forme di vita complesse sulla Terra.
Va da 2 500 a 538,8 ±0,6 milioni di anni fa. Allo stato presente degli studi paleontologici, la data delle alghe fossili della Rhodesia meridionale viene usata come data d'inizio dell'era Proterozoica. Il periodo che intercorre tra la formazione della Terra, risalente a circa 4,6 miliardi di anni fa, e l'era Proterozoica, si suddivide in due eoni, l'Adeano, da 4,567 a 4,031 ±3 miliardi di anni fa, e l'Archeano, da 4,031 ±3 a 2,5 miliardi di anni fa.

## Classificazione
Nella suddivisione classica, la transizione fra il Proterozoico e il Paleozoico fu scelta come l'inizio del periodo Cambriano dove comparvero i primi fossili conosciuti di animali detti trilobiti e archeociatidi. Nella seconda metà del XX secolo, un consistente numero di formazioni fossili furono trovate in rocce Precambriane, ma attualmente la fine del Proterozoico è scelta anche come la fine del Precambriano e l'inizio del Cambriano, fissandola a 538,8 ± 0,6 milioni di anni fa.

## Suddivisione
La Commissione Internazionale di Stratigrafia riconosce per il Proterozoico una suddivisione in tre ere geologiche, ordinate dalla più recente alla più antica secondo il seguente schema:
- Neoproterozoico
- Mesoproterozoico
- Paleoproterozoico

## L'atmosfera di ossigeno

Evoluzione dell'ossigeno atmosferico.

L'evento più significativo verificatosi in questo eone fu la transizione verso un'atmosfera contenente ossigeno, che probabilmente avvenne durante il Mesoproterozoico per effetto di numerose glaciazioni, e probabilmente per l'apporto di cianobatteri in grado di produrre ossigeno. Nell'ultimo periodo del proterozoico, il Neoproterozoico, vi sono indizi che sia avvenuto il fenomeno della Terra a palla di neve (Snowball Earth) provocato dalla più forte glaciazione di questa epoca. 
Altri eventi importanti sono accaduti nel tardo Proterozoico, quando la Terra ha subito una intensa attività tettonica che ha condotto alla frammentazione di uno o più supercontinenti e al rialzamento di catene montuose, inoltre si ipotizza una forte attività idrotermale negli oceani e vulcanica, un incremento delle formazioni ferrose e dei rapporti isotopici del carbonio.